# 威廉·C·卡拉瑟斯
威廉·C·卡拉瑟斯（英語：William C. Carruthers，1830年5月29日—1922年6月2日）是一位苏格兰植物学家和古生物学家，1871年当选皇家学会会士，曾任伦敦自然史博物馆的植物保管员和倫敦林奈學會会长。